# Louis-Marie Billé
Louis-Marie Billé (Fleury-les-Aubrais, 18 februari 1938 - Bordeaux, 12 maart 2002) was een Frans geestelijke en kardinaal van de Rooms-Katholieke Kerk.
Billé studeerde aan het grootseminarie van Luçon, aan de Katholieke Universiteit van Angers. Hij werd op 25 maart 1962 priester gewijd, waarna hij zijn studies voortzette aan het Pauselijk Bijbelinstituut in Rome en aan het Bijbelinstituut van Jeruzalem. Van 1966 tot 1972 doceerde hij Bijbelexegese aan het seminarie van Luçon, daarna tot 1977 aan het seminarie van La Roche-sur-Yon. In 1977 werd hij vicaris-generaal van het bisdom Luçon. In 1980 benoemde paus Johannes Paulus II hem tot bisschop van Laval. In 1995 volgde zijn benoeming tot aartsbisschop van Aix; drie jaar later werd hij aartsbisschop van Lyon en primaat van Frankrijk.
Paus Johannes Paulus II creëerde hem kardinaal in het consistorie van 21 februari 2001. De San Pietro in Vincoli werd zijn titelkerk. Ruim een jaar later overleed kardinaal Billé aan de gevolgen van darmkanker. Zijn lichaam werd bijgezet in de crypte van de kathedraal van Lyon.
- Bibliothèque nationale de France: cb12574896s (data)
- Gemeinsame Normdatei: 133451402
- International Standard Name Identifier: 0000 0001 0872 3789
- Nationale Bibliotheek van Tsjechië: xx0011908
- Nationale Bibliotheek van Polen: a0000001057943
- Nederlandse Thesaurus van Auteursnamen: 159856825
- Réseau des bibliothèques de Suisse occidentale: 02-A006565327
- Istituto Centrale per il Catalogo Unico: RMLV051670
- Système universitaire de documentation: 035069430
- Virtual International Authority File: 14890579
- WorldCat: E39PBJhMkxJXFXJBbKckHfryVC